# Pardosa erupticia
Pardosa erupticia är en spindelart som först beskrevs av Embrik Strand 1913.  Pardosa erupticia ingår i släktet Pardosa och familjen vargspindlar.
Artens utbredningsområde är Rwanda. Inga underarter finns listade i Catalogue of Life.